# Merlene Frazer
Merlene Frazer, jamajška atletinja, * 27. december 1973, Falmouth, Jamajka.
Nastopila je na olimpijskih igrah v letih 1996 in 2000, ko je osvojila srebrno medaljo v štafeti 4×100 m, leta 1996 pa četrto mesto v štafeti 4×400 m in uvrstitev v polfinale teka na 400 m. Na svetovnih prvenstvih je v štafeti 4x100 m osvojila zlato, srebrno in dve bronasti medalji ter bronasto medaljo v teku na 200 m, na panameriških igrah pa zlato medaljo v štafeti 4x100 m in bronasto v teku na 200 m leta 1991.